# Auskultation der Lunge
Die Auskultation der Lunge dient der Diagnostik von Erkrankungen der Lunge und ist ein Teil der körperlichen Untersuchung. Unter Auskultation versteht man in der Medizin das Abhorchen von Organen mit einem Stethoskop.
Im Rahmen der Auskultation der Lungen können Atemgeräusche und Nebengeräusche unterschieden werden. Die Atemgeräusche können in physiologische oder normale und pathologische oder abnorme Atemgeräusche unterteilt werden. Nebengeräusche der Lunge sind immer pathologisch.

## Physiologische Atemgeräusche
Atemgeräusche entstehen durch turbulente Luftströmung. Im Gegensatz dazu ist die laminare Luftströmung geräuschlos. Die normalen Atemgeräusche werden in zentrale und periphere Atemgeräusche unterschieden. Der Entstehungsmechanismus ist derselbe. Sie unterscheiden sich durch die spektrale Zusammensetzung. Diese wird durch die Übertragungsdistanz und das schallleitende Medium beeinflusst.
- Das zentrale Atemgeräusch wurde früher auch Bronchialatmen oder bronchiales Atemgeräusch genannt. Es ist sowohl bei der Ein- als auch Ausatmung als lautes, mittel- bis hochfrequentes Geräusch über den zentralen Atemwegen hörbar.

- Das periphere Atemgeräusch wurde früher auch als Vesikuläratmen (Bläschenatmen) oder vesikuläres Atemgeräusch bezeichnet und entsteht nicht wie früher angenommen in den Lungenbläschen (Alveolen). Sein Ursprung liegt auch in den zentralen Atemwegen, es wird aber durch das Lungengewebe gedämpft und ist so eher leise und tieffrequent. Es ist in Ruhe vor allem während der Ein- und zu Beginn der Ausatmung hörbar.

## Pathologische Atemgeräusche
Das abnorme Atemgeräusch wird entweder durch eine abnorme Schallleitung oder eine abnorme Schallentstehung verursacht. Bei abnormer Schallentstehung ist das Atemgeräusch entweder zu leise, wie man es bei Hypoventilation findet, oder zu laut, wie es bei Hyperventilation oder strukturellen Veränderungen des Bronchialbaumes vorkommt.
- Bronchialatmen (engl. bronchial breath sounds): Das Atemgeräusch ist verstärkt, wenn die Dämpfung vermindert ist, wie dies bei einer Lungenentzündung (Pneumonie) oder bei einem Lungenkollaps (Atelektase) im oberen Lungenlappen der Fall ist. Das Atemgeräusch hört man beim Gesunden nur zentral über der Luftröhre, ist es in der Peripherie auskultierbar, gilt dies als pathologisch.

- Abgeschwächtes Atemgeräusch (engl.: attenuated breath sounds): Abgeschwächt ist das Atemgeräusch entweder durch vergrößerte Übertragungsdistanz, wie dies bei Überblähung (z. B. Asthma bronchiale und Emphysem) der Fall ist, oder durch Verstärkung der Dämpfungsfaktoren, z. B. bei Pneumothorax, Pleuraerguss, Pleuraschwarte oder Unterlappenatelektase.

Nicht zu verwechseln sind Atemgeräusche mit pulmonalen Nebengeräuschen (siehe unten).

## Pulmonale Nebengeräusche
Pulmonale Nebengeräusche entstehen bei Erkrankungen der Atemorgane oder von Organen, welche sich auf die Atmung auswirken. Die Einteilung erfolgt nach einer historisch begründeten Benennung, die sich an den pathologischen Sektionsbefunden von Erkrankten orientierte.

### Diskontinuierliche Nebengeräusche
Diskontinuierliche Nebengeräusche (ehemals feuchte oder nicht-musikalische Rassel-/Nebengeräusche) können weiter in grob- bis feinblasige Rasselgeräusche unterteilt werden. Schleim und Sekretblasen lösen in Abhängigkeit von ihrer Konsistenz und der Lokalisation in den kleinen bis großen Atemwegen Geräusche aus, die in etwa vergleichbar sind mit dem Geräusch der aufsteigenden und platzenden Bläschen beim Öffnen einer Limonadendose. Grobblasige Rasselgeräusche entstehen durch Sekrete in den größeren Atemwegen wie Luftröhre und Bronchien, feinblasige durch Sekrete in den kleineren Atemwegen wie den kleinen Bronchien und den Lungenbläschen.
Eine Sonderform ist das Knisterrasseln (Sklerosiphonie). Es ist ein Geräusch, das mit dem Spritzen von heißem Öl in einer Pfanne oder dem Aufreißen eines Klettverschlusses verglichen werden kann. Es findet sich bei einer Lungenfibrose.

### Kontinuierliche Nebengeräusche
Kontinuierliche Nebengeräusche (ehemals trockene oder musikalische Rassel-/Nebengeräusche genannt) sind Stridor, Brummen, Pfeifen und Giemen. Verengungen von Atemwegen durch zähflüssige Sekrete, meist in Verbindung mit Schleimhautschwellungen, lösen eine beschleunigte Strömung aus, die hörbare Schwingungen der Luftsäule in den Atemwegen erzeugt. Sie klingen melodischer als diskontinuierliche Nebengeräusche.
- Brummen (engl. rhonchi) ist ein niederfrequentes Geräusch, das durch unregelmäßige, wechselnde Beläge und flottierende Schleimfäden in den großen Atemwegen entsteht. Bläst man zwischen zwei nahe zusammengehaltene Blätter Papier, entsteht ein brummender Ton, der mit dem Versiegen des Atemstromes verstummt.
- Pfeifen/Giemen (engl. wheeze). Pfeifen ist ein hochfrequentes Geräusch, das durch hochgradige Verengungen der Atemwege durch Schleim oder Zusammenziehen von Atemwegen auftritt. Pfeifen entsteht im Alltag bei der quietschend klingenden Entleerung eines Gases aus einem Reservoir mit einem engen Auslass. Giemen ist das orchestrale Zusammenklingen von Atemluft, die behindert durch verengte kleinste Atemwege (Bronchiolen) in die großen Atemwege entweicht. Pfeifen und Giemen werden oft synonym verwendet. Dieses Atemgeräusch ist typisch für Asthma bronchiale und bestimmte Formen der Chronisch obstruktiven Lungenerkrankung (COPD). Man unterscheidet exspiratorisches Giemen (bei der Ausatmung, auftretend bei Linksherzdekompensation, Asthma bronchiale und exazerbierter COPD)[1] von inspiratorischem Giemen bei der Einatmung.
- Stridor ist ein bei der Ein- oder Ausatmung über der Luftröhre hörbares Strömungsgeräusch, das über den Mundraum nach außen fortgeleitet werden kann. Ein Stridor entsteht bei einer Verengung im Bereich des Kehlkopfes oder der Trachea.